# Discestra paradoxa
Discestra paradoxa är en fjärilsart som beskrevs av Barend J. Lempke 1964. Discestra paradoxa ingår i släktet Discestra och familjen nattflyn. Inga underarter finns listade i Catalogue of Life.